# Jezioro Czanieckie
Das Jezioro Czanieckie (deutsch: Czaniec-See) ist ein Stausee an der Soła, in der polnischen Woiwodschaft Schlesien. Er liegt im Auschwitzer Becken am Fuße der Kleinen Beskiden, konkret der Andrychów Beskiden. Flussaufwärts liegen die Stauseen Jezioro Żywieckie und Jezioro Międzybrodzkie.

## Beschreibung
Hinter der Staumauer wird das Wasser der Soła sowie kleinerer Zuflüsse aufgestaut. Bei Vollstau beinhaltet der Stausee 1,3 Millionen m³ Wasser. Die Wasserfläche beträgt dann 0,45 km².  Er wird als Frischwasserspeicher für Bielsko-Biała, Tychy und Katowice genutzt.

## Tourismus
Der See ist als striktes Trinkwasserschutzgebiet für Touristen nicht zugänglich.

## Panorama

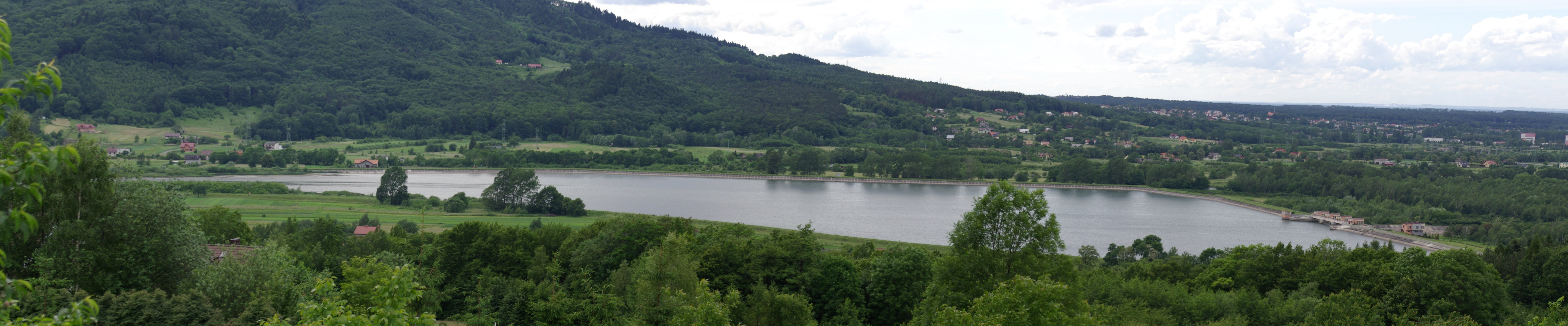
Panorama des Jezioro Czanieckie